# ريتشارد كارلسون
ريتشارد كارلسون (بالإنجليزية: Richard Carlson)‏ (و. 1912 – 1977 م) هو كاتب سيناريو، ومخرج أفلام، وكاتب، وممثل مسرحي، وممثل أفلام، وممثل تلفزي أمريكي، ولد في ألبرت ليا، توفي عن عمر يناهز 65 عاماً، بسبب نزف مخي.

## التعليم
تعلم في جامعة منيسوتا.

## وصلات خارجية
- ريتشارد كارلسون على موقع IMDb (الإنجليزية)
- ريتشارد كارلسون على موقع ألو سيني (الفرنسية)
- ريتشارد كارلسون على موقع تيرنر كلاسيك موفيز (الإنجليزية)
- ريتشارد كارلسون على موقع أول موفي (الإنجليزية)
- ريتشارد كارلسون على موقع قاعدة بيانات برودواي على الإنترنت (الإنجليزية)
- ريتشارد كارلسون على موقع قاعدة بيانات الأفلام السويدية (السويدية)
- ريتشارد كارلسون على موقع إن إن دي بي (الإنجليزية)
- ريتشارد كارلسون على موقع قاعدة بيانات الفيلم (الإنجليزية)
- ريتشارد كارلسون على موقع كينوبويسك (الروسية)